# Solcitani
Los solcitani o sulcitani fueron una antigua tribu de Cerdeña.

## Historia
Descrito este antiguo pueblo por Ptolomeo (III, 3), los solcitani habitaban en el extremo sur de la isla al sur de otros pueblos, los neapolitani y los valentini.
Su capital fue Sulcis, ubicada cerca de la actual Sant'Antioco en la Isola di Sant'Antioco.